# Challes-les-Eaux
Challes-les-Eaux és un municipi francès situat al departament de la Savoia i a la regió d'Alvèrnia-Roine-Alps. L'any 2016 tenia 5.462 habitants.

## Demografia

### Població
El 2007 la població de fet de Challes-les-Eaux era de 4.920 persones. Hi havia 2.004 famílies de les quals 645 eren unipersonals (310 homes vivint sols i 335 dones vivint soles), 562 parelles sense fills, 633 parelles amb fills i 164 famílies monoparentals amb fills.
La població ha evolucionat segons el següent gràfic:
Habitants censats

### Habitatges
El 2007 hi havia 2.239 habitatges, 2.052 eren l'habitatge principal de la família, 50 eren segones residències i 137 estaven desocupats. 1.143 eren cases i 1.070 eren apartaments. Dels 2.052 habitatges principals, 1.260 estaven ocupats pels seus propietaris, 718 estaven llogats i ocupats pels llogaters i 74 estaven cedits a títol gratuït; 134 tenien una cambra, 266 en tenien dues, 347 en tenien tres, 450 en tenien quatre i 855 en tenien cinc o més. 1.600 habitatges disposaven pel capbaix d'una plaça de pàrquing. A 948 habitatges hi havia un automòbil i a 915 n'hi havia dos o més.

### Piràmide de població
La piràmide de població per edats i sexe el 2009 era:
| Homes | Edats   | Dones |
| ----- | ------- | ----- |
| 5     | 95 o +  | 8     |
| 2     | 90 a 94 | 16    |
| 20    | 85 a 89 | 20    |
| 13    | 80 a 84 | 40    |
| 35    | 75 a 79 | 64    |
| 70    | 70 a 74 | 74    |
| 94    | 65 a 69 | 91    |
| 99    | 60 a 64 | 74    |
| 86    | 55 a 59 | 112   |
| 126   | 50 a 54 | 90    |
| 167   | 45 a 49 | 160   |
| 137   | 40 a 44 | 157   |
| 204   | 35 a 39 | 174   |
| 152   | 30 a 34 | 156   |
| 118   | 25 a 29 | 147   |
| 132   | 20 a 24 | 139   |
| 94    | 15 a 19 | 158   |
| 170   | 10 a 14 | 153   |
| 135   | 5 a 9   | 152   |
| 120   | 0 a 4   | 85    |

## Economia
El 2007 la població en edat de treballar era de 3.313 persones, 2.468 eren actives i 845 eren inactives. De les 2.468 persones actives 2.318 estaven ocupades (1.231 homes i 1.087 dones) i 150 estaven aturades (55 homes i 95 dones). De les 845 persones inactives 243 estaven jubilades, 385 estaven estudiant i 217 estaven classificades com a «altres inactius».

### Ingressos
El 2009 a Challes-les-Eaux hi havia 2.043 unitats fiscals que integraven 4.997 persones, la mediana anual d'ingressos fiscals per persona era de 22.493 €.

### Activitats econòmiques
Dels 354 establiments que hi havia el 2007, 8 eren d'empreses alimentàries, 7 d'empreses de fabricació de material elèctric, 23 d'empreses de fabricació d'altres productes industrials, 51 d'empreses de construcció, 56 d'empreses de comerç i reparació d'automòbils, 10 d'empreses de transport, 21 d'empreses d'hostatgeria i restauració, 9 d'empreses d'informació i comunicació, 21 d'empreses financeres, 23 d'empreses immobiliàries, 48 d'empreses de serveis, 54 d'entitats de l'administració pública i 23 d'empreses classificades com a «altres activitats de serveis».
Dels 96 establiments de servei als particulars que hi havia el 2009, 1 era una oficina d'administració d'Hisenda pública, 1 gendarmeria, 1 oficina de correu, 5 oficines bancàries, 8 tallers de reparació d'automòbils i de material agrícola, 1 taller d'inspecció tècnica de vehicles, 1 establiment de lloguer de cotxes, 1 autoescola, 4 paletes, 4 guixaires pintors, 12 fusteries, 12 lampisteries, 10 electricistes, 1 empresa de construcció, 9 perruqueries, 8 restaurants, 12 agències immobiliàries, 1 tintoreria i 4 salons de bellesa.
Dels 20 establiments comercials que hi havia el 2009, 1 era una botiga de menys de 120 m², 5 fleques, 2 carnisseries, 1 una llibreria, 2 botigues de roba, 1 una botiga d'equipament de la llar, 1 una botiga d'electrodomèstics, 4 botigues de mobles, 2 botigues de material de revestiment de parets i terra i 1 una floristeria.
L'any 2000 a Challes-les-Eaux hi havia 10 explotacions agrícoles.

## Equipaments sanitaris i escolars
El 2009 hi havia 1 hospital de tractaments de curta durada, 3 hospitals de tractaments de mitja durada (seguiment i rehabilitació), 1 psiquiàtric, 1 centre d'urgències, 3 farmàcies i 1 ambulància.
El 2009 hi havia 1 escola maternal i 2 escoles elementals. Challes-les-Eaux disposava d'un liceu tecnològic amb 286 alumnes.

## Poblacions més properes
El següent diagrama mostra les poblacions més properes.